# Lingua sistemfrater
Die Lingua Sistemfrater oder Frater ist eine Plansprache mit einem Wortschatz, der aus internationalen Wörtern, vorwiegend aus europäischen Sprachen gebildet wurde. 
Frater wurde von dem Vietnamesen Pham Xuan Thai in dem Buch Frater (Lingua Sistemfrater): The Simplest International Language Ever Constructed 1957 vorgeschlagen. Paul O. Bartlett entwarf mit Frater2 im Jahr 1997 eine zweite Fassung.
Frater folgt konsequent dem isolierenden Sprachbau, der vorwiegend aus asiatischen Sprachen entlehnt wurde.

## Grammatik
Nach dem Vorbild des in Asien verbreiteten Typus isolierender Sprachen (Chinesisch, Vietnamesisch), sind alle Wörter des Frater unveränderlich. Der grammatische Zusammenhang ergibt sich allein aus der Reihenfolge der Wörter. Gleichzeitig können Wörter im Sinne verschiedener Wortarten, d. h. wie ein Verb, ein Substantiv oder Adjektiv gebraucht werden. Vergleiche im Englischen: a tall man – ein großer Mann vs. to man a boat – ein Boot bemannen.

### Die 12 Regeln
1. In Frater gibt es weder Artikel noch Flexion, Elision, Affixe oder Konkordanz von Zeit, Modus, Geschlecht oder Zahl.
2. Das Substantiv, das Adjektiv, das Verb und das Adverb haben denselben Wortstamm.
3. Das Adjektiv steht immer nach dem Substantiv, mit Ausnahme der Kardinalzahlen.
4. Die Kardinalzahlen sind: Uni: 1; bi: 2; tri: 3; kuadri: 4; kuinti: 5; ses: 6; sep: 7; okta; 8; nona: 9; deka: 10; senti: 100; mil: 1000; milion: 1.000.000; miliar: 1.000.000.000.
5. Die Personalpronomina sind: Mi: ich; mich Mis: wir; uns; Ni: du (Singular) Nis: ihr (Plural); Ili: er; ihn; sie; ihr; es Ilis: sie; ihnen; Antrop: einer, sie;
6. Das Verb ist in Person und Zahl unveränderlich.
7. In der Wortstellung gibt es keine Umkehrung, außer in der Poesie: Subjekt-Verb-Objekt
8. Jedes Wort wird genau so ausgesprochen, wie es geschrieben ist: Jeder Buchstabe hat immer denselben Laut.
9. Die Betonung liegt auf der letzten Silbe des Wortes.
10. Zusammengesetzte Wörter entstehen durch die bloße Kombination der Elemente, wobei das grundlegende Element immer an den Anfang steht.
11. Wenn im Satz ein anderes Wort mit negativer Bedeutung vorkommt, wird das Adverb NE (nicht) weggelassen.
12. Fremdwörter, die aus in Frater vorhandenen Wortstämmen gebildet sind, ändern sich gemäß Regel 10. Wenn ihre Wortstämme in Frater nicht vorhanden sind, ändern sie sich nicht. Sie übernehmen lediglich die Schreibweise.

## Wortschatz
| Ziffer:   | 1   | 2  | 3   | 4      | 5      | 6   | 7   | 8    | 9    | 10   |
| Zahlwort: | uni | bi | tri | kuadri | kuinti | ses | sep | okta | nona | deka |

## Alphabet
Die Sprache benutzt die folgenden 18 Buchstaben:

a, e, i, o, u

b, d, f, g, j, k, l, m, n, p, r, s, t

Die einfache Phonologie bedeutet, dass einige Wörter, insbesondere Eigennamen, gewisse Veränderungen erfahren, wie beispielsweise V -> B, wie in Venezuela -> Benesuela. Außerdem scheint es eine Anpassung an die Gewohnheiten von Nicht-Europäern zu geben: ABRIKO (Aprikose); ABSOB (absorbieren).

## Beispiele
- « Dom mi juge maga plus ot ni »

(haus mein sein groß mehr von dein – Mein Haus ist größer als deines)
- « Biblo abe plas epi mensa »

(buch haben platz auf tisch – Das Buch liegt auf dem Tisch)
- « Si nis desir obten asista ot Dio, eteks lebanauto »

(wenn du wünschen bekommen hilfe von Gott, vergessen eigenliebe – Um Gottes Hilfe zu erlangen, weniger Eigenliebe)

## Bibliografie
- Pham Xuan Thai: Frater (Lingua sistemfrater): the simplest international language ever constructed, Saigon: Tu-Hai 1957